# Les Monts d'Andaine
Les Monts d'Andaine est, depuis le 1er janvier 2016, une commune nouvelle française située dans le département de l’Orne en région Normandie, peuplée de 1 727 habitants. Elle est née de la fusion de deux communes, sous le régime juridique des communes nouvelles. Les communes de Saint-Maurice-du-Désert et La Sauvagère deviennent des communes déléguées.

## Géographie

### Hydrographie
La commune est traversée par la ligne de partage des eaux entre les bassins hydrographiques Seine-Normandie et Loire-Bretagne. Elle est drainée par la Maure, la Vée, l'Andainette, le Mousse, le ruisseau de Fimbrune, la Rouvrette, le Parc Galet, le ruisseau de la Petitière et  et un autre petit cours d'eau.
La Maure, d'une longueur de 12 km, prend sa source dans la commune de La Ferté Macé et se jette  dans la Gourbe en limite de la commune et de Saint-Ouen-le-Brisoult. 
La Vée, d'une longueur de 24 km, prend sa source dans la commune de La Ferrière-aux-Étangs et se jette  dans un bras de la Mayenne à Rives d'Andaine, après avoir traversé six communes. 
L'Andainette, d'une longueur de 13 km, prend sa source dans la commune  et se jette  dans la Varenne en limite de Domfront en Poiraie et de Champsecret, après avoir traversé trois communes. 
Le Mousse, d'une longueur de 10 km, prend sa source dans la commune de La Ferrière-aux-Étangs et se jette  dans la Vée à Bagnoles de l'Orne Normandie, après avoir traversé six communes. 
Un plan d'eau complète le réseau hydrographique : l'étang de la Forge (1,8 ha),.

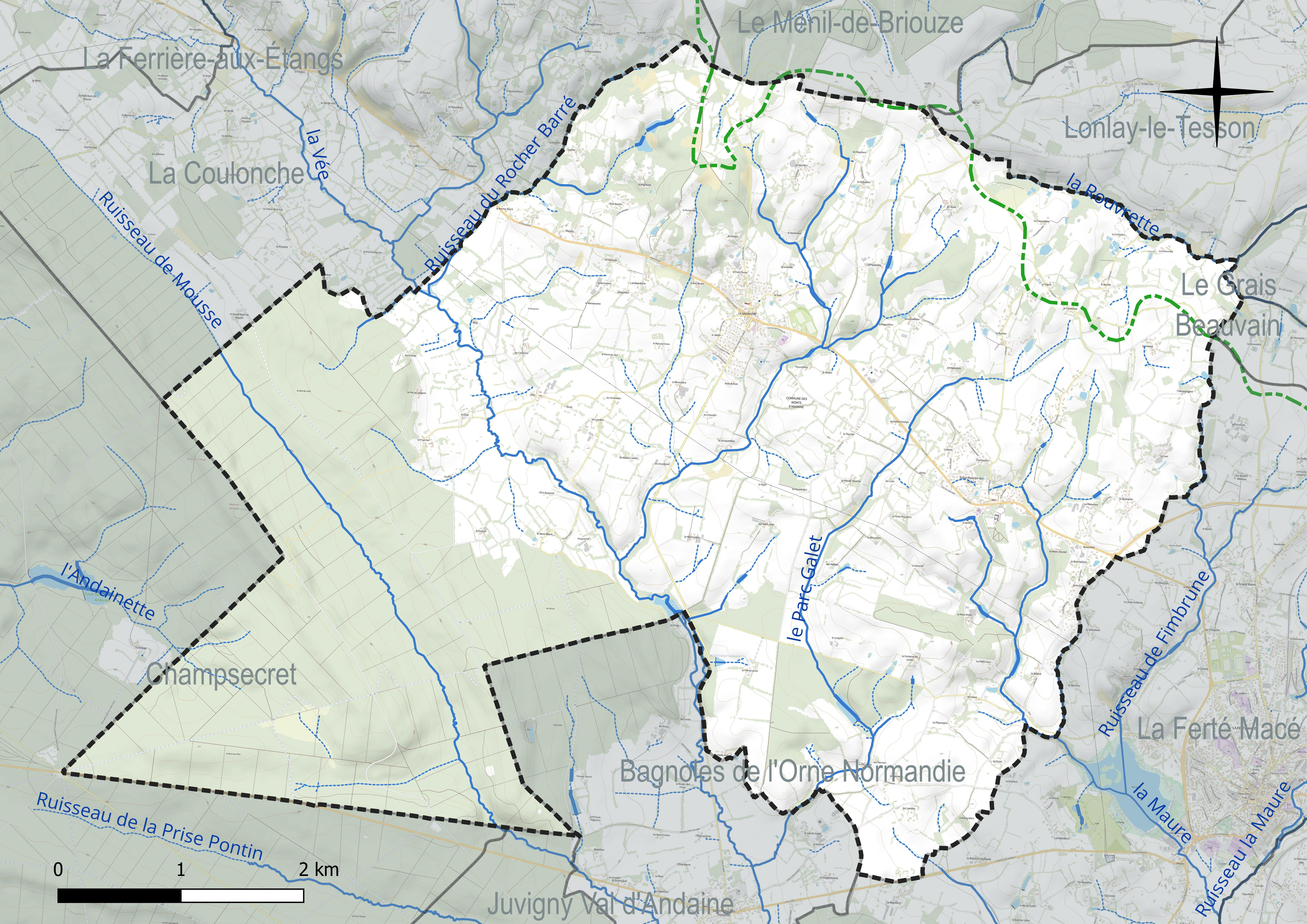
Réseau hydrographique des Monts d'Andaine.

### Climat
Pour des articles plus généraux, voir Climat de la Normandie et Climat de l'Orne.
En 2010, le climat de la commune est de type climat océanique altéré, selon une étude du CNRS s'appuyant sur une série de données couvrant la période 1971-2000. En 2020, Météo-France publie une typologie des climats de la France métropolitaine dans laquelle la commune est exposée à un climat océanique et est dans la région climatique Normandie (Cotentin, Orne), caractérisée par une pluviométrie relativement élevée (850 mm/a) et un été frais (15,5 °C) et venté. Parallèlement le GIEC normand, un groupe régional d’experts sur le climat, différencie quant à lui, dans une étude de 2020, trois grands types de climats pour la région Normandie, nuancés à une échelle plus fine par les facteurs géographiques locaux. La commune est, selon ce zonage, exposée à un « climat contrasté des collines », correspondant au Bocage normand, bien arrosé, voire très arrosé sur les reliefs les plus exposés au flux d’ouest, et frais en raison de l’altitude.
Pour la période 1971-2000, la température annuelle moyenne est de 10,2 °C, avec une amplitude thermique annuelle de 13,5 °C. Le cumul annuel moyen de précipitations est de 895 mm, avec 13,2 jours de précipitations en janvier et 7,9 jours en juillet. Pour la période 1991-2020, la température moyenne annuelle observée sur la station météorologique la plus proche, située sur la commune de Briouze à 9 km à vol d'oiseau, est de 10,9 °C et le cumul annuel moyen de précipitations est de 920,5 mm,. Pour l'avenir, les paramètres climatiques de la commune estimés pour 2050 selon différents scénarios d’émission de gaz à effet de serre sont consultables sur un site dédié publié par Météo-France en novembre 2022.

## Urbanisme

### Typologie
Au 1er janvier 2024, Les Monts d'Andaine est catégorisée commune rurale à habitat dispersé, selon la nouvelle grille communale de densité à sept niveaux définie par l'Insee en 2022.
Elle est située hors unité urbaine. Par ailleurs la commune fait partie de l'aire d'attraction de La Ferté Macé, dont elle est une commune de la couronne,. Cette aire, qui regroupe 17 communes, est catégorisée dans les aires de moins de 50 000 habitants,.

## Toponymie
Le déterminant se réfère à la forêt d'Andaine.

## Histoire
La commune est créée le 1er janvier 2016 par un arrêté préfectoral du 29 septembre 2015, par la fusion de deux communes, sous le régime juridique des communes nouvelles instauré par la loi no 2010-1563 du 16 décembre 2010 de réforme des collectivités territoriales. Les communes de Saint-Maurice-du-Désert et La Sauvagère deviennent des communes déléguées et La Sauvagère est le chef-lieu de la commune nouvelle.

## Politique et administration

### Liste des maires
| Période        | Période        | Identité            | Étiquette        | Qualité     |
| -------------- | -------------- | ------------------- | ---------------- | ----------- |
| janvier 2016   | mai 2020       | Stéphan Gravelat    | Les Républicains | Agriculteur |
| mai 2020       | septembre 2020 | Jean-Pierre Bourban | SE               | Agriculteur |
| septembre 2020 | En cours       | Stéphan Gravelat    | SE               | Agriculteur |

## Démographie
L'évolution du nombre d'habitants est connue à travers les recensements de la population effectués dans la commune depuis sa création.
En 2022, la commune comptait 1 727 habitants, en évolution de −4,37 % par rapport à 2016 (Orne : −3,21 %, France hors Mayotte : +2,11 %).
| 2014  | 2019  | 2022  |
| ----- | ----- | ----- |
| 1 799 | 1 726 | 1 727 |

| Nom                     | Code Insee | Intercommunalité   | Superficie (km2) | Population (dernière pop. légale) | Densité (hab./km2) |
| ----------------------- | ---------- | ------------------ | ---------------- | --------------------------------- | ------------------ |
| La Sauvagère (siège)    | 61463      | CC du Pays Fertois | 26,78            | 989 (2021)                        | 37                 |
| Saint-Maurice-du-Désert | 61428      | CC du Pays Fertois | 11,30            | 746 (2021)                        | 66                 |

## Économies
- Silva Paris, entreprise artisanale de réalisations de rideaux, voilages, tentures murales et mobiliers tapissés, est basée à La Sauvagère[25].

## Pour approfondir